# Herb gminy Uście Gorlickie
Herb gminy Uście Gorlickie – jeden z symboli gminy Uście Gorlickie, autorstwa Włodzimierza Chorązkiego i Alfreda Znamierowskiego, ustanowiony 27 kwietnia 2005.

## Wygląd i symbolika
Herb przedstawia na tarczy koloru czerwonego srebrny kryształ w kształcie rombu z tryskającym zdrojem i otoczony złotym wieńcem laurowym. Kryształ i wieniec to nawiązanie do tradycji szklarskich gminy oraz pieczęci Uścia Ruskiego (Gorlickiego), natomiast zdrój symbolizuje źródła wody mineralnej. 